# Inessa Kaagman
Inessa Kaagman (Hoorn, 17 aprile 1996) è una calciatrice olandese, centrocampista dell'Ajax.

## Palmarès

### Club
- Campionato olandese: 2

Ajax: 2016-2017, 2017-2018
- Coppa dei Paesi Bassi femminile: 3

Ajax: 2013-2014, 2016-2017, 2017-2018

### Nazionale
- Campionato d'Europa under 19: 1

2014